# Handy Backup
Handy Backup — программа, разработанная компанией «Новософт» для автоматического резервного копирования, восстановления и синхронизации данных из различных источников.

## Позиционирование на рынке программного обеспечения (ПО)
Программа Handy Backup позиционируется как решение для автоматического резервного копирования (бэкапа) и синхронизации данных индивидуальных пользователей, как на домашних ПК, так и на профессиональных рабочих станциях, а также для обслуживания серверов и сетей предприятий малого бизнеса, отдельных офисов, департаментов и подразделений крупных компаний, провайдеров сетевых услуг и т.д.

### Государственная сертификация
С 1 июня 2016 года программное обеспечение Handy Backup внесено в Единый реестр российского программного обеспечения для ЭВМ и баз данных под номером 1027.

## Архитектура программы
Программа Handy Backup основана на архитектуре «клиент-сервер», позволяющей организовать как локальное, так и сетевое взаимодействие между интерфейсом пользователя, операционной системой и рабочими алгоритмами программы. В основе работы с данными лежит разветвлённая система плагинов, предоставляющих доступ к различным типам данных и хранилищ информации. Список поддерживаемых программой плагинов постоянно пополняется.

### Расширение возможностей программы
В зависимости от приобретённого пользователем решения, ему доступны все или часть плагинов, поддерживаемых текущей версией handy Backup, прямо «из коробки». При необходимости пользователь может приобретать дополнительные плагины для расширения возможностей своего решения Handy Backup.

### Архитектура сетевых решений
Сетевые решения Handy Backup состоят из Панели Управления — самостоятельного, снабжённого графическим интерфейсом ПО, устанавливаемого на компьютер администратора сети, и Сетевых Агентов — небольших программ, обеспечивающих связь удалённой машины в сети с Панелью Управления.
- Сетевой Агент функционирует под удалённым управлением с Панели, обеспечивая резервное копирование и восстановление данных на подключенных к сети компьютерах
- При необходимости расширения эксплуатируемой сети пользователь может дополнительно приобрести необходимое ему количество Сетевых Агентов

## Основные возможности резервного копирования
- полное, дифференциальное, инкрементальное, смешанное (полное + дифференциальное или полное + инкрементальное) резервное копирование, хранение нескольких версий одной копии данных
- создание образов дисков, в том числе в формате виртуального диска VHD, позволяющем загрузку ОС и чтение данных из образа
- корпоративное решение Handy Backup Server Network помогает выполнить централизованный бэкап данных серверов и рабочих станций
- настройка расписания для автоматического копирования данных, запуск задач копирования данных при наступлении указанного системного события
- 128-битное шифрование — защита данных от несанкционированного доступа с помощью пароля
- ZIP-сжатие копируемых данных — 9 уровней сжатия
- сохранение резервных копий на HDD, USB, FireWire на компьютеры в локальной сети и на удаленные по FTP, FTPS, SFTP
- работа с облачными хранилищами Google Диск, Яндекс.Диск, Dropbox, Mail.ru Hotbox и Icebox, Microsoft OneDrive, Amazon S3 и другие сервисы, работающие по протоколу S3, Box, 4shared и т.д.
- собственный облачный сервис для хранения резервных копий — HBdrive
- поиск данных по маске имени и/или атрибутам файла (папки) для включения или исключения данных определённого типа в резервной копии

## Данные для копирования
- любые файлы и папки на локальной машине или подключенные по сети как разделяемые (shared) ресурсы
- образ жесткого диска — копирование операционной системы, служебной информации, системного реестра, драйверов, программ, настроек и всех данных пользователя
- почта с Web-сервисов, поддерживающих протокол IMAP (усовершенствованные настройки, начиная с версии 7.11, позволяют соединяться с любым почтовым сервером)
- данные аккаунтов почтового сервиса Google Почта (Gmail)
- письма, контакты, настройки почтового клиента MS Outlook
- почта, календари и задачи Microsoft Exchange Server
- базы данных «1С: Предприятие» файловой и SQL-версии
- базы данных, поддерживающие интерфейс ODBC, такие как MS Access, FoxPro, Interbase и другие
- прямой программный доступ к СУБД MySQL, MS SQL, MariaDB, DB2, PostgreSQL, Oracle, Lotus Notes
- виртуальные машины, серверы, массивы Hyper-V и VMware, образы виртуальных машин VirtualBox
- содержимое серверов FTP, SFTP, FTPS, облачных сервисов (наприямую или через интерфейс WebDAV), веб-сайтов, данные различных CMS
- реестр Windows
- настройки и данные различных приложений: Firefox, Winamp, Windows Media Player, Total Commander, Adobe Photoshop CS5 и другие.

## Возможности восстановления
- автоматическое восстановление данных из резервной копии
- выборочное восстановление отдельных файлов, папок, баз данных или отдельных таблиц в базах
- восстановление с возможностью сохранения пути к данным, или восстановление в выбранное пользователем место
- восстановление данных без программы Handy Backup (резервная копия хранится в нативном формате, позволяющем скопировать любой файл или папку средствами Windows куда угодно)

## Возможности синхронизации
- односторонняя и двусторонняя синхронизация — копирование из одной папки в другую или двустороннее копирование для достижения идентичности содержания обеих папок
- настройка масок для отбора файлов разного типа или для отсеивания временных, системных и прочих файлов

## Прочие возможности
- планировщик запуска задач, позволяющий выбрать точное время работы, интервал запуска от минут до месяцев, а также запускать задачи по наступлению события в системе
- запуск задачи при подключении к ПК связанного с задачей устройства USB (слот, к которому подключается устройство, и присвоенная ему буква диска при этом неважны).
- запуск операций в режиме службы Windows, невидимом для пользователя, без необходимости входа в систему
- уведомления по почте о результатах выполнения каждой задачи и о возникших ошибках
- окно подробных отчетов о задачах, с возможностью рассылки отчётов по почте раз в определенное время
- менеджер задач — возможность запускать любую другую программу в пакетном режиме до или после выполнения конкретной задачи Handy Backup
- работа в режиме командной строки для использования программы в составе командных пакетов или средств автоматизации цепочки операций над данными

## Системные требования
- Процессор с тактовой частотой от 300MГц.
- 128 Мб оперативной памяти
- 256 Мб свободного места на диске
- Совместима c операционными системами Microsoft Windows 10, Microsoft Windows 8, Windows 7, Windows Vista, а также Windows Server 2008 (R2), Server 2012 (R2) и 2016 (обладает логотипами «Certified for Windows Vista», «Совместимо с Windows 7» и др.).
- Совместима с ОС Linux (тестировалась на полную совместимость с Ubuntu Linux 14.04 LTS, 16.04 LTS).
- Сетевые решения Handy Backup имеют возможность использовать Сетевые Агенты для удалённых компьютеров под управлением ОС Linux, поставляемые в виде RPM и DEB пакетов

## Обзоры
В российской версии журнала PCMag было опубликовано описание архитектуры Handy Backup, основанной на использовании плагинов.